# Berberhäst
Berberhästen är en hästras med god ridbarhet från det nordvästafrikanska kustbältet anpassad till ett torrt varmt klimat med magert bete. Rasens ursprung är omtvistat och nationell stolthet och kulturell skillnad har präglat debatten där Marocko, Tunisien och Algeriet å ena sidan och Spanien och Portugal å andra sidan gör anspråk på ursprungsområde. Under senare tid lutar debatten åt att berberhästen är av iberisk typ, alltså den typ som numera finns i Spanien och Portugal men med viss påverkan av orientaliska hästar, alltså hästar av typen arab och achal teke. Rasen har sannolikt konformerats på 700-talet under morernas invasion av Spanien och Portugal och de senare täta kontakterna över Gibraltarsund. Intresset för berberhästen är lågt i ursprungsområdet och den redan divergenta hästtypen blandas ofta upp med andra raser som anses ädlare.

## Historia
Berberhästen härstammar från hela norra Afrika, dvs Tunisien, Algeriet och Marocko, eller de så kallade Barbareskstaterna som gränsar med Saharaöknen. Redan runt år 0 dokumenterade Oppianus den "apelkastade moriska rasen", som den uthålligaste häst han kände till. Berberhästen, tillsammans med det arabiska fullblodet räknas som de grundläggande raserna för alla världens olika hästraser. Man tror att det fanns en grupp vilda berberhästar som lyckades undkomma istidens verkningar. Rasen spelade stor roll hos de berbiska ryttarna under Morernas erövringståg och berberna som var duktiga hästmänniskor lade ner mycket omsorg när man avlade sina berberhästar. Under erövringstågen korsades många berberhästar med arabiska fullblod. 
Den exakta historien runt berberhästen är däremot dold i dunkel och än idag finns bara obevisade teorier. En teori säger att berberhästen härstammar från en av de fyra grundtyper som korsades fram ur förhistoriska hästar. Berberhästen skulle då härstamma från Hästtyp 3, en ökenhäst vars moderna motsvarighet räknas vara den turkmenska achaltekeern. Berberhästen skulle i så fall härstamma från turkmenska och centralasiatiska ökenhästar som förts till norra Afrika ungefär samtidigt som det arabiska fullblodet spreds till Egypten. Diskussioner har förts om vilken av berberhästen eller araben som är äldst men troligtvis har Berberhästen någon gång influerats med hjälp av araber, dock utan någon större påverkan då berberhästens gener är mycket dominanta. 
En annan teori talar för att berberhästens stamfäder var en egen särart i klass med den mongoliska vildhästen przewalski eller tarpanen som enbart teoretiskt har fått namnet "equus ibericus". Denna teori menar även att den spanska andalusiern härstammar från samma häst och skulle i så fall vara nära besläktad med berberhästen och i stort sett lika gammal som denna. Berberhästen ska i så fall ha överlevt den senaste istiden. 
Under 700-talet invaderade morerna bland annat Spanien och framförallt Portugal och berberhästen spreds då över Europa och blev betydande för utvecklingen av spanska hästar, framför allt dagens andalusier, och senare även det engelska fullblodet. Berberhästar importerades till Englands kungliga stuterier under slutet av 1300-talet där de blev grund till de kungliga kapplöpningshästarna. Det finns även bevis för att Berbern stod till grund för Irlands mest välkända ponnyras, connemaran och även de berömda vita camarguehästarna.
År 1465 blev påven Paulus II beskyddare för ett berömt kapplöpningslopp kallat Corse dei Berberi som började i Rom. I dessa lopp sprang hästarna utan ryttare. Berberhästarna användes mycket i kapplöpningar då de var snabba på korta distanser och hade en enorm uthållighet på långa distanser. 
Berberhästen kom att spela stor roll när intresset för kapplöpning började växa även i Europa. Under den här tiden var hela östra delen av Medelhavet, från Albanien till Egypten under turkarnas styre och Barbarkusten var öppen för handel, vilket gjorde att berberhästarna var både billiga och lätta att få tag på. Hamnen i Tanger blev år 1662 en gåva till Karl II av England som hemgift och under hans tid exporterades många berberhästar till Storbritannien för att ingå i utvecklingen av de engelska fullbloden. Efter 21 år gav han tillbaka hamnen till morerna som fick handelsrättigheter i övriga Europa och berberhästar gick att köpa billigt ända uppe i nordvästra Europa. 
Idag är berberhästen ganska ovanlig utanför de nordafrikanska länderna men avlas även i Spanien och södra Frankrike. Berberhingstar används bland annat av det franska Spahi-kavalleriet. På grund av oroligheter inom de nordafrikanska länderna så minskar aveln även där. 1987 bildades The World Organization of the Barb Horse i Algeriet, som jobbar för att bevara rasen och väcka intresse för berberhästarna.

## Egenskaper
Berberhästen är känd för sin otroliga styrka och för att den klarar sig på lite foder och utan vatten i 4 dygn, eftersom det är en av atlasbergsfolkets häst där de härdas genom att få klara sig själva i ett halvvilt tillstånd. Berberhästen räknas dock inte som speciellt vacker med ett långt huvud som är uttalat konvext med grova ganascher. Halsen är smal, men muskulös. Hovarna är relativt små hos hästarna men enormt hårda och härdiga. Benen är slanka och solida och kan ibland sitta ganska tätt ihop hos Berberhästar. Det arabiska inflytandet har lett till att Berberhästar oftast är skimmelfärgade medan de förr oftast var bruna eller svarta. Berberhästar saknar de utväxter på bakbenen, kallade kastanjer, som oftast finns på benen hos andra hästar. 
Berberhästen är snabb på korta sträckor och väldigt uthållig och har en primitiv styrka och extremt mod men kan vara väldigt hetsig. Den är säker på foten och kan springa utan problem i djup, mjuk sand, likaväl som i hård bergsterräng. Hästen är omåttligt populär hos de rikaste i norra Afrika, speciellt i Marocko, Algeriet och Tunisien där aveln är som mest utmärkande. 